# Álvaro Leonor Ochoa
Álvaro Leonor Ochoa (7 de agosto de 1888-11 de febrero de 1953) fue un escritor de prosa poética y filósofo mexicano. Su nombre verdadero fue José Álvaro Ochoa Cuéllar.

## Biografía
Nació en Ciudad Guzmán, Jalisco, el 7 de agosto de 1888. Sus padres fueron Dominga Cuéllar y el comerciante José Leonor Ochoa. Su padre murió cuando él era un niño, por lo que al ordenar la edición de sus libros, a manera de homenaje suprimía su primer nombre y añadía el segundo de su padre como el segundo suyo: Álvaro Leonor Ochoa.
En la escuela preparatoria llamada Liceo de Varones de Guadalajara, ubicada en Calle Liceo 60 esquina con Hidalgo, fue condiscípulo del futuro gobernador jalisciense José Guadalupe Zuno, quien lo describe como muy inteligente y estudioso.
Nunca se casó, fue un individuo heterodoxo y misántropo, aunque en los decenios de 1930 y 1940 se daba cita en el negocio del librero, editor y encuadernador Fortino Jaime, en Morelos 487, en el Centro Histórico de Guadalajara. Fortino reunía en torno suyo a literatos e intelectuales jaliscienses, entre ellos: el poeta y político Manuel Martínez Valadez, el poeta Carlos Gutiérrez Cruz, pintor Ixca Farías, Agustín Basave y del Castillo Negrete; presbíteros Amando J. De Alba y Severo Díaz Galindo; José Cornejo Franco, poeta Enrique González Martínez, novelista Agustín Yáñez, gobernador de Jalisco de 1953 a 1959; químico Adrián Puga, Alfonso Manuel Castañeda; Enrique Díaz de León, primer rector de la Universidad de Guadalajara en 1925-1926; Francisco Ayón Ceballos.

### Yáñez, y Unamuno
Agustín Yáñez asienta en su libro Genio y figuras de Guadalajara (1941) que Ochoa era un filósofo desconcertante. Álvaro intentó sostener correspondencia con Miguel de Unamuno, en el decenio de 1920.

### Personaje en una novela de Abbadie
En la novela El código secreto del Necronomicón, del autor guadalajarense Luis G. Abbadie, Álvaro Leonor Ochoa es uno más de los personajes jaliscienses del pasado.

### Deceso
Ochoa Cuéllar murió en Guadalajara, días antes del 11 de febrero de 1953; vivía solo y su cuerpo fue encontrado en avanzado estado de putrefacción. El ciudadano Rodolfo Bayardo encargó el traslado de los restos de Álvaro al Panteón de Mezquitán.

## Obras
La tipografía, las ilustraciones, la encuadernación y las portadas de sus libros fueron estrambóticas: de yute, de piel de iguana, de badana, láminas de madera de cedro, pirograbadas; de ixtle, tela burda de algodón, tela de rebozo, lino, sarape de Teocaltiche, petate, tule, palma tejida, pergamino...
Redactó 55 libros, aproximadamente, algunos con temas existenciales, metafísicos, y religiosos; entre ellos:
- La ley ante el derecho, Guadalajara, s.f.[8]
- Una travesía en el Universo, Guadalajara, s.f.[9]
- El alma en el abismo inmenso (novela), Tipografía de José Cabrera, Guadalajara, 1918[10]
- Aves en las ruinas. Poesías, Tipografía J.M. Iguíniz,[a] Guadalajara, 1923[11] OCLC 432719999
- Relatos de la montaña (narrativa), Talleres Tipográficos de A. Román, Guadalajara, 1924[12][13]
- La visión de los siglos (poesía), Talleres Tipográficos de A. Román, Guadalajara, 1924[14][15]
- El tumulto de la sombra, A. Rodríguez e Hijos, Guadalajara, 1924[16]
- De Dios a la humanidad o Legislación humana universal natural, Talleres Tipográficos de A. Román, Guadalajara, 1924[17]
- La organización social humana, Talleres Tipográficos de A. Román, Guadalajara, 1925[18]
- Relámpagos de la lejanía, Talleres Tipográficos de A. Román, Guadalajara, 1926[19]
- Corona del pueblo, Talleres Tipográficos de A. Román, Guadalajara, 1926[20]
- ¡Del paisaje de Dios!, Talleres Tipográficos de A. Román, Guadalajara, 1926[21][22]
- Ante el infinito, Guadalajara, 1926[23]
- El oriente del mundo, Talleres Tipográficos de A. Román, Guadalajara, 1926[24]
- Conferencia máxima, A. Rodríguez e Hijos, Guadalajara, 1927[25]
- Sodoma, ¿a qué resucitas? (poesía), Talleres Tipográficos de A. Román, Guadalajara, 1927[26]
- Génesis de la materia, Talleres Tipográficos de A. Román, Guadalajara, 1927[27]
- Marcha conferencial. El alma [demostración de su ser], Talleres Tipográficos de  A. Román, Guadalajara, 1928[28]
- ¡Es Francisco de Asís!, Talleres Tipográficos de A. Román, Guadalajara, 1928[29][30]
- Dios y el ser, Guadalajara, 1929[31]
- El hombre y el animal humano. Marcha conferencial, Talleres Tipográficos de A. Román, Guadalajara, 1929[32]
- Las relaciones universales, Guadalajara, 1929[33] OCLC 55328190
- Las columnas de la Sabiduría, Talleres Tipográficos de A. Román, Guadalajara, 1930[34]
- El dolor humano, visión dramática, Guadalajara, 1931[35]
- En las sendas del monstruo, Talleres tipográficos de A. Román, Guadalajara, 1931[36]
- La conciencia ante el mundo, Talleres Tipográficos de A. Román, Guadalajara, 1931[37]
- La tragedia del hombre, Talleres Tipográficos de A. Román, Guadalajara, 1931[38]
- En una ventana de lo infinito (novela), Talleres Tipográficos de A. Román, Guadalajara, 1932[39][40]
- El sendero social (novela), Talleres Tipográficos de A. Román, Guadalajara, 1932[41]
- Mirando al hombre, Talleres Tipográficos de A. Román, Guadalajara, 1932[42]
- A la luz del siniestro, Guadalajara, 1933[43] OCLC 432719993
- El gigante negro, Guadalajara, 1933[44]
- La fiesta del Espíritu, Guadalajara, 1933[45] OCLC 1318523017
- El monstruo del circo, Guadalajara, 1934[46] OCLC 459880723
- Las leyes cósmicas, Guadalajara, 1934[47]
- Del Espíritu de Dios, Guadalajara, 1934[48][49]
- Interroga y contesta la razón. Marcha conferencial, Guadalajara, 1935[50]
- Vibraciones en la tempestad, Guadalajara, 1935[51]
- Génesis físico-hipnótica, Guadalajara, 1936[52]
- Dios en los trayectos sociales humanos, Talleres Tipográficos de A. Román, Guadalajara, 1937[53]
- Las cuatro maravillas del hombre, Guadalajara, 1938[54]

### Libro acerca de las obras de Álvaro Leonor Ochoa
- Los peculiares libros de Álvaro Leonor Ochoa es una obra, especie de catálogo con descripciones e imágenes de los libros de Ochoa, compilado en 2017 por la investigadora independiente y bibliotecaria Sara Velasco Gutiérrez, y dado a la estampa en ese mismo año por la Secretaría de Cultura del Gobierno del Estado de Jalisco[55] ISBN 9786077341222 OCLC 1108320421